# Stephanoxis
Stephanoxis (Simon, 1897) è un genere di uccelli della famiglia Trochilidae.

## Distribuzione e habitat
Entrambe le specie di questo genere si ritrovano in Brasile, mentre Stephanoxis loddigesii è diffusa anche in Argentina e Paraguay.

## Tassonomia
Comprende le seguenti specie:
- Stephanoxis lalandi (Vieillot, 1818) - colibrì di Delalande, colibrì crestato pettonero, colibrì crestato di Delalande
- Stephanoxis loddigesii (Gould, 1831) - colibrì crestaviola